# FKオグレ
FKオグレ（FK Ogre）は、ラトビアのオグレをホームタウンとするサッカークラブである。

## 歴史
クラブは2011年に創設され、デビューシーズンは2.リーガ・リガ地域で2位になった。2012年と2013年に3位になり、2014年に1.リーガに所属した。
2017年7月、ラトビアサッカー連盟 (LFF) の懲戒委員会はスポーツ倫理違反、試合結果の操作に関与したとして、1.リーガのFKイェーカブピルス/JSCとFKオグレ、2.リーガのFCライタにLFF主催大会への無期限の出場停止処分、イェーカブピルス/JSCの4人の選手とオグレのヘッドコーチに3年間の資格停止処分を科したと発表した。

## 歴代所属選手
- 田中宗一郎 2016
- 青木郁弥 2017